# Wettex
Wettex — торговая марка компостируемых губчатых салфеток для очистки поверхностей.

## Описание

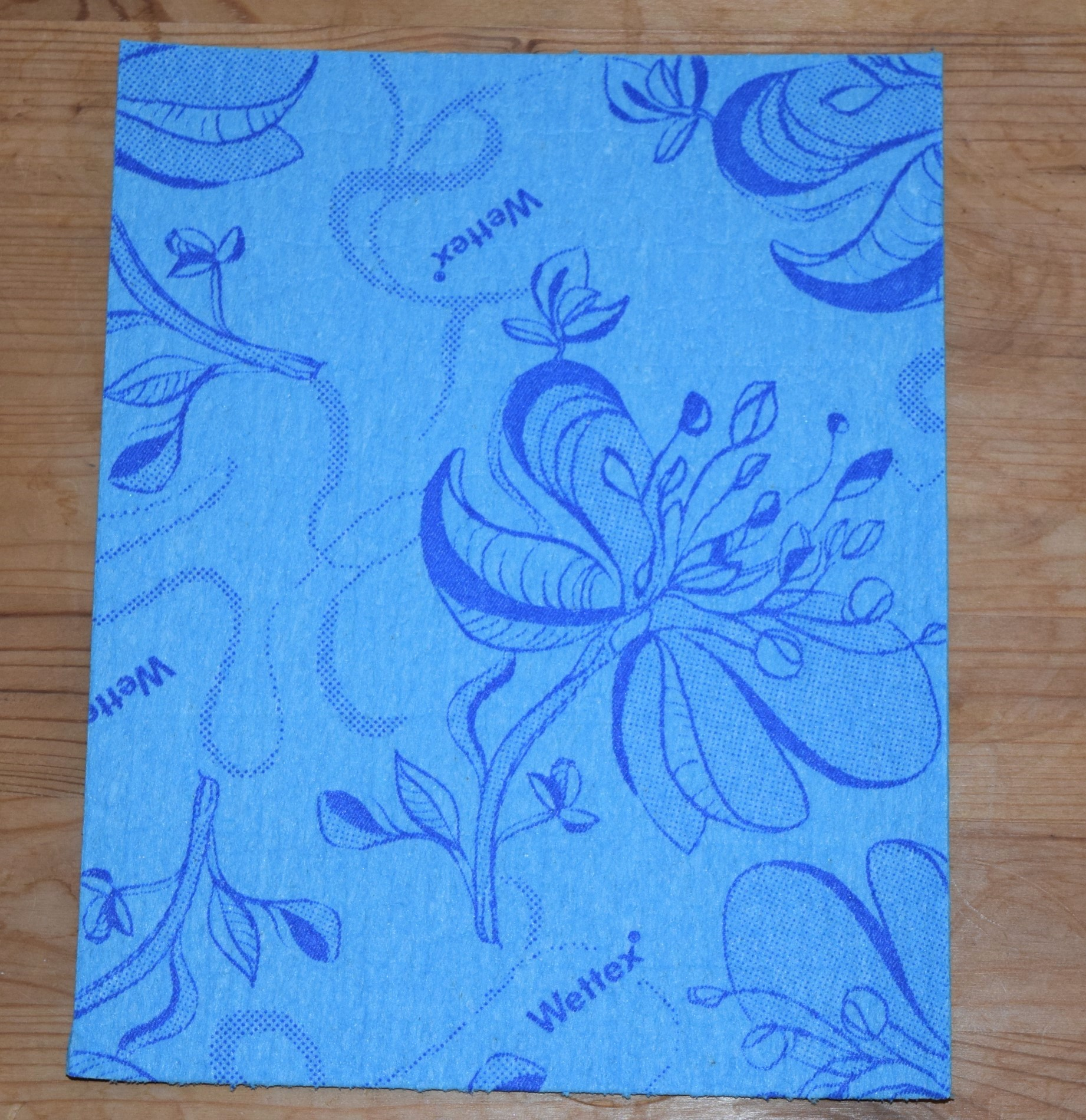
Салфетка Wettex в сухом виде

Салфетки Wettex изготавливаются из целлюлозы, усиленной хлопком. Помимо натуральных компонентов, продукция характеризуется высокой впитывающей способностью, многократной применимостью и высокой степенью моющей способности.
Первая салфетка Wettex была изобретена в 1949 году шведским инженером Куртом Линдквистом (швед. Curt Lindquist). С 1990 года продукция Wettex выпускается подразделением Freudenberg Home and Cleaning Solutions (FHCS) компании Freudenberg Group.
Продажи осуществляются ассоциированной торговой компанией Vileda.

## Продажи
Бренд Wettex является лидером рынка губчатых салфеток в Северной Европе, Австрии и Греции. В Австралии продукция продаётся с добавлением слогана «оригинальная европейская губчатая салфетка» (англ. the original european sponge cloth). Кроме США, продукция Wettex также продаётся в Японии, где губчатые салфетки пользуются популярностью и используются различными способами из-за их дизайна. Возможны продажи продукции Wettex в странах Юго-Восточной Азии.